# Arenoledra nigrimaculata
Arenoledra nigrimaculata är en insektsart som beskrevs av Kuoh. Arenoledra nigrimaculata ingår i släktet Arenoledra och familjen dvärgstritar. Inga underarter finns listade i Catalogue of Life.